# همسر من یک گانگستر است
همسر من یک گانگستر است (انگلیسی: My Wife Is a Gangster؛ کره‌ای: 조폭 마누라) فیلم اکشن کمدی رمانتیک محصول سال ۲۰۰۱ کره جنوبی به کارگردانی جو جین کیو و نویسندگی کانگ هیو جین و کیم مون سونگ است.

## بازیگران
- شین اون کیونگ در نقش چا اون جین
- پارک سانگ میون در نقش کانگ سو ایل
- لی اونگ کیونگ در نقش یو جین
- کیم این کوان در نقش بان سه
- آن جه مو در نقش بادا
- جانگ سه جین در نقش بک سانگ او
- چوی مین سو
- چوی اون جو
- کیم این مون در نقش اودن فود
- یون جونگ هون در نقش هیو مین
- میونگ گه نام در نقش رئیس
- شین شین ئه در نقش مشاور مرکز ازدواج

## بازخورد
این فیلم چهارمین فیلم پرفروش در سال ۲۰۰۱ کره جنوبی با تعداد ۱٫۴۶ بلیت است. فروش جهانی فیلم ۲۶٫۴ میلیون دلار آمریکا است.